# Alichan Makojew
Alichan Amurchanowicz Makojew (ros. Алихан Амурханович Макоев, ur. 17 lipca 1922 we wsi Czikoła w Osetii Północnej, zm. 27 marca 1981 w Osetii Północnej) – radziecki wojskowy, podpułkownik, Bohater Związku Radzieckiego (1946).

## Życiorys
Urodził się w osetyjskiej rodzinie chłopskiej. Skończył 8 klas, później pracował jako buchalter w kołchozie, od stycznia 1941 służył w Armii Czerwonej, w styczniu 1942 ukończył wojskową szkołę piechoty i został skierowany na front, od 1942 należał do WKP(b). Od 28 stycznia 1942 uczestniczył w wojnie z Niemcami jako dowódca plutonu karabinów maszynowych w stopniu młodszego porucznika, następnie porucznika, w maju 1942 został zastępcą dowódcy, a w sierpniu 1942 dowódcą kompanii, w grudniu 1942 awansował na starszego porucznika, w czerwcu 1943 został szefem sztabu batalionu, a w listopadzie 1943 dowódcą batalionu, w czerwcu 1944 otrzymał stopień kapitana, a w grudniu 1944 majora. Walczył na Froncie Południowym, Północno-Kaukaskim, Zakaukaskim, ponownie Północno-Kaukaskim i Południowym, później 3 Ukraińskim i 1 Białoruskim. W 1942 brał udział w obronie Donbasu i Kaukazu, w tym walkach o rodzinną Czikołę oraz Nalczyk, Piatigorsk, Jessentuki i Krasnodar, potem w wyzwalaniu Donbasu, w tym Makiejewki, w forsowaniu Dniepru i desancie na Chersoń, wyzwalaniu Mikołajowa, Odessy, Oczakowa, forsowaniu Południowego Bugu i Dniestru, w operacji jassko-kiszyniowskiej, uchwyceniu przyczółku magnuszewskiego na Wiśle, przełamaniu obrony przeciwnika na przyczółku magnuszewskim i wyzwalaniu Polski, w tym Włocławka i Gniezna, forsowaniu Odry w rejonie Kostrzyna i w szturmie Berlina jako dowódca batalionu 1042 pułku piechoty 295 Dywizji Piechoty 5 Armii Uderzeniowej 1 Frontu Białoruskiego. Był siedmiokrotnie ranny, w tym dwa razy ciężko. Szczególnie wyróżnił się podczas walk o przyczółek na Odrze na zachód od Kostrzyna 27 marca 1945, gdy dowodzony przez niego batalionu odparł 12 kontrataków wroga i zadał mu duże straty. Po wojnie otrzymał stopień podpułkownika, do 1956 służył w armii, później wrócił do rodzinnej wsi.

## Odznaczenia
- Złota Gwiazda Bohatera Związku Radzieckiego (15 maja 1946)
- Order Lenina (dwukrotnie, 3 czerwca 1944 i 15 maja 1946)
- Order Czerwonego Sztandaru (30 listopada 1943)
- Order Aleksandra Newskiego (5 marca 1945)
- Order Wojny Ojczyźnianej I klasy (15 lipca 1944)
- Medal „Za zasługi bojowe” (dwukrotnie, 23 lutego 1943 i 19 listopada 1951)
- Medal „Za obronę Kaukazu”
- Medal „Za wyzwolenie Warszawy”
- Medal „Za zdobycie Berlina”
- Medal „Za zwycięstwo nad Niemcami w Wielkiej Wojnie Ojczyźnianej 1941–1945”
- Medal jubileuszowy „30 lat Armii Radzieckiej i Floty”
- Order Krzyża Grunwaldu (Polska Ludowa)